# Can f 1
Il Can f 1 è l'allergene più importante del cane.
Si tratta di una lipocalina e viene secreta dalla ghiandole di von Ebner (localizzate  sulla lingua) del cane. Presente nella saliva, attraverso il leccamento viene depositato sul pelo e sulla pelle del cane. A questo allergene, resistente al calore e al lavaggio del cane, sono attribuiti il maggior numero dei casi di allergie al pelo del cane.